# Littérature baroque espagnole

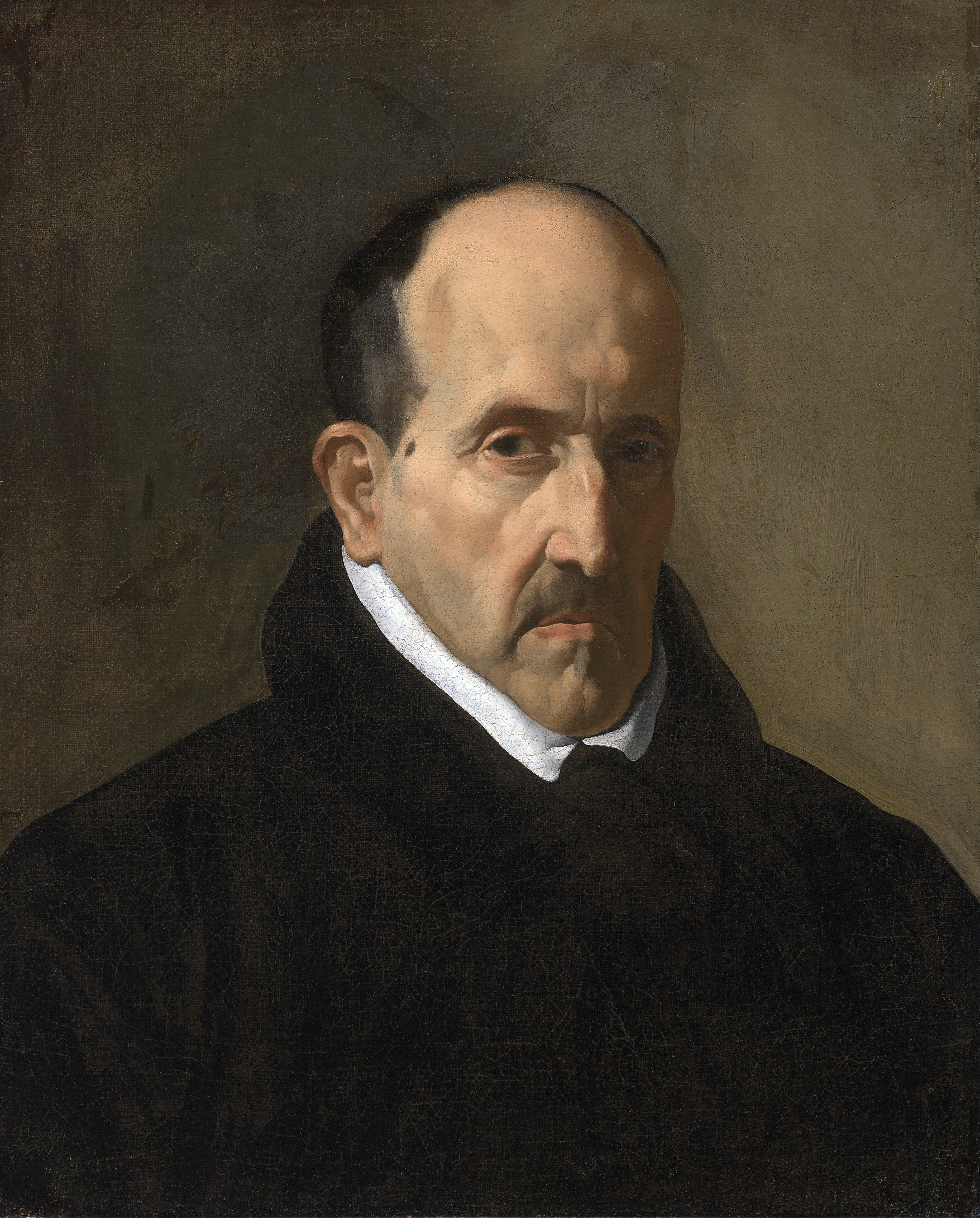
Portrait de Luis de Góngora par Velázquez.

La littérature baroque espagnole correspond à un ensemble de créations littéraires produites au cours d'une période qui commence environ avec les premières œuvres de Luis de Góngora et Lope de Vega, dans les années 1580, et se termine vers la fin du XVIIe siècle. Elle culmine avec la prose d'écrivains comme Baltasar Gracián, Miguel de Cervantes et Francisco de Quevedo, de dramaturges tels Lope de Vega, Tirso de Molina, Calderón de la Barca et Juan Ruiz de Alarcón ou, concernant la poésie, avec celles des auteurs déjà cités Quevedo, Lope de Vega et Góngora. Elle s'inscrit dans le cadre d'une période plus générale de production culturelle très prestigieuse désignée sous le nom générique de Siècle d'or espagnol.
Elle se caractérise fondamentalement par l'adoption de recours formels de plus en plus complexes et de thématiques centrées autour de préoccupations relatives au passage du temps (vanités) ou la perte de confiance dans les idéaux néoplatoniciens de la Renaissance. D'autres caractéristiques importantes sont la variété des sujets traités, une grande attention esthétique portée au détail ainsi que la recherche d'un public plus large, comme l'illustre le succès de la comédie nouvelle de Lope. On passe ainsi d'une focalisation sur une esthétique sensuelle à une insistance sur les valeurs morales et didactiques (confluences d'un renouveau des idées stoïcistes ou épicuriennes).
Le Criticón de Gracián constitue un repère marquant dans l'avancée de la réflexion baroque sur certains aspects fondamentaux : relation entre l'homme et le monde, prise de conscience d'une certaine désillusion (pessimisme) et, d'une façon générale, crise des valeurs.
Les auteurs se montrent audacieux dans leur production et les frontières entre les genres deviennent plus floues. Chez Góngora, la poésie lyrique et sublime de la Fable de Polyphème et Galatée, qui fait un usage ostensible de la difficulté stylistique (on parle ainsi de cultisme), cohabite avec d'autres genres plus légers, comme des romances et des letrillas (court poème caractéristique du Siècle d'Or) satirico-burlesques, qui connaissent une large diffusion auprès du peuple, les deux tendances s'hybridant dans la Fable de Pyrame et Thisbé. Quevedo compose des poèmes métaphysiques et moraux d'une grande transcendance, tout en écrivant sur des sujets beaucoup plus prosaïques, en adoptant parfois même un registre vulgaire (Gracias y desgracias del ojo del culo).
Le théâtre baroque espagnol instaure une création populaire qui perdure et se révèle très influente dans la production théâtrale espagnole ultérieure. Les drames philosophiques de Calderón, dont le plus célèbre et remarquable est La Vie est un songe, constituent un sommet de la production dramatique espagnole.